# Diocesi di Maitland-Newcastle
La diocesi di Maitland-Newcastle (in latino Dioecesis Maitlandensis-Novocastrensis) è una sede della Chiesa cattolica in Australia suffraganea dell'arcidiocesi di Sydney. Nel 2023 contava 154.700 battezzati su 707.920 abitanti. È retta dal vescovo Michael Robert Kennedy.

## Territorio
La diocesi comprende le città di Maitland e Newcastle, nel Nuovo Galles del Sud.
Sede vescovile è la città di Newcastle, dove, nel sobborgo di Hamilton, si trova la cattedrale del Sacro Cuore di Gesù.
Il territorio è suddiviso in 38 parrocchie, raggruppate in 10 regioni pastorali, a loro volta raggruppate in 4 decanati.

## Storia
La diocesi di Maitland fu eretta il 25 giugno 1847 con il breve Apostolici muneris di papa Pio IX, ricavandone il territorio dall'arcidiocesi di Sydney.
Il 14 giugno 1995 per effetto del decreto Cum urbs della Congregazione per i vescovi la cattedrale è stata trasferita a Newcastle e la diocesi ha assunto il nome attuale.

## Cronotassi dei vescovi
Si omettono i periodi di sede vacante non superiori ai 2 anni o non storicamente accertati.
- Charles Henry Davis, O.S.B. † (24 settembre 1847  - 17 maggio 1854 deceduto)
  - Sede vacante (1854-1865)
- James Murray † (14 novembre 1865 - 9 luglio 1909 deceduto)
- Patrick Vincent Dwyer † (9 luglio 1909 succeduto - 28 aprile 1931 deceduto)
- Edmund John Aloysius Gleeson, C.SS.R. † (28 marzo 1931 succeduto - 4 marzo 1956 deceduto)
- John Thomas Toohey † (4 marzo 1956 succeduto - 24 settembre 1975 deceduto)
- Leo Morris Clarke † (10 aprile 1976 - 3 novembre 1995 dimesso)
- Michael John Malone (3 novembre 1995 succeduto - 4 aprile 2011 dimesso)
- William Joseph Wright † (4 aprile 2011 - 13 novembre 2021 deceduto)
- Michael Robert Kennedy, dal 2 febbraio 2023

## Statistiche
La diocesi nel 2023 su una popolazione di 707.920 persone contava 154.700 battezzati, corrispondenti al 21,9% del totale.
| anno | popolazione | popolazione | popolazione | presbiteri | presbiteri | presbiteri | presbiteri                | diaconi | religiosi | religiosi | parrocchie |
| anno | battezzati  | totale      | %           | numero     | secolari   | regolari   | battezzati per presbitero | diaconi | uomini    | donne     | parrocchie |
| ---- | ----------- | ----------- | ----------- | ---------- | ---------- | ---------- | ------------------------- | ------- | --------- | --------- | ---------- |
| 1950 | 45.500      | 227.500     | 20,0        | 103        | 82         | 21         | 441                       |         | 28        | 485       | 36         |
| 1966 | 76.000      | 255.000     | 29,8        | 136        | 120        | 16         | 558                       |         | 40        | 594       | 56         |
| 1970 | 87.662      | 402.492     | 21,8        | 134        | 114        | 20         | 654                       |         | 66        | 549       | 57         |
| 1980 | 97.959      | 459.750     | 21,3        | 110        | 93         | 17         | 890                       |         | 52        | 458       | 52         |
| 1990 | 119.000     | 525.000     | 22,7        | 99         | 79         | 20         | 1.202                     |         | 32        | 323       | 53         |
| 1999 | 140.882     | 579.856     | 24,3        | 81         | 67         | 14         | 1.739                     |         | 25        | 277       | 51         |
| 2000 | 140.882     | 579.856     | 24,3        | 84         | 68         | 16         | 1.677                     | 2       | 26        | 272       | 51         |
| 2001 | 140.882     | 579.856     | 24,3        | 86         | 68         | 18         | 1.638                     | 2       | 30        | 248       | 50         |
| 2002 | 140.882     | 579.856     | 24,3        | 84         | 64         | 20         | 1.677                     | 2       | 27        | 264       | 50         |
| 2003 | 147.602     | 602.693     | 24,5        | 74         | 61         | 13         | 1.994                     | 2       | 19        | 250       | 50         |
| 2004 | 147.602     | 602.693     | 24,5        | 67         | 58         | 9          | 2.203                     | 2       | 15        | 242       | 50         |
| 2013 | 159.150     | 666.292     | 23,9        | 54         | 49         | 5          | 2.947                     | 8       | 9         | 192       | 42         |
| 2016 | 161.601     | 698.586     | 23,1        | 56         | 48         | 8          | 2.885                     | 8       | 12        | 185       | 39         |
| 2019 | 154.481     | 706.928     | 21,9        | 50         | 46         | 4          | 3.089                     | 10      | 8         | 164       | 38         |
| 2021 | 159.000     | 728.200     | 21,8        | 61         | 50         | 11         | 2.606                     | 11      | 15        | 152       | 38         |
| 2023 | 154.700     | 707.920     | 21,9        | 59         | 49         | 10         | 2.622                     | 11      | 10        | 137       | 38         |